# Mia Gerdin
Mia Marie Kristina Gerdin, född 10 november 1950, är en svensk journalist.
Gerdin blev filosofie kandidat 1973 och studerade senare musikvetenskap. Efter att ha varit medarbetare i tidskriften Musikens makt var hon verksam vid Riksradion i Göteborg från 1975. Hon var även pop- och rockrecensent vid Dagens Nyheter 1975–1979. Hon har haft egna radioprogram som Spinnrock och Mama Mia och medverkat i bland annat Radio Ellen, Boktornet, Kulturradion, Svea Kultur och Kulturnytt. Hon har medverkat i böckerna Kvinnokultur: en bok av tjugofyra kvinnor om kvinnors kultur (1981), Kvinnors musik (red. Eva Öhrström m.fl., 1989) och 99 proggplattor  (tillsammans med Bengt Eriksson och Stefan Wermelin, 2006). Publicistklubbens västra krets tilldelade henne 2010 års Johannapeng för att ha "berikat och breddat kulturbevakningen på ett spännande sätt".